# Julijan Aleksandrijski
Papa Julijan
(lat.: Yulianus, grč.: Γιούλιαν) Aleksandrije, 11. papa Aleksandrije i patrijarh svete Stolice sv. Marka.

## Pregled
Pohađao je teologiju u sjemeništu koje je utemeljio sv. Marko i bio je zaređen za svećenika u Aleksandriji.

Nakon smrti pape sv. Agripina (12. veljače 178. AD), cijeneći njegovo znanje, pravednost i čistoću kojima je nadmašio mnoge suvremenike, biskupi i vjernici su ga izabrali za patrijarha Aleksandrije 9. dana mjeseca Baramhata, 178. AD.

Nakon ustoličenja, vidio je da pogani nisu dopuštali novozaređenim svećenicima i biskupima da napuste grad Aleksandriju, pa je u tajnosti odlazio iz grada u njihova mjesta boravka da bi ih zaredio.

Tijekom svoga života i službovanja, Julijan je napisao mnoge propovijedi i predavanja, i stalno je poučavao narod evanđelju, propovijedao im i posjećivao ih.

## Tradicijsko vjerovanje
Kako tradicija kaže, nedugo prije odlaska mu se ukazao anđeo Gospodnji i nagovijestio mu da će onaj koji mu donese grozd grožđa, biti taj koji će ga trebati naslijediti na sv. Stolici patrijarha Aleksandrije.  Tako je jednog dana vinogradar Demetrije, dok je orezivao lozu pronašao grozd grožđa, što je bilo neobično za to vrijeme godine. Uzeo je grozd i darivao ga papi Julijanu koji je, vidjevši da se riječi Anđela ostvarile, bio prijatno iznenađen poklonom. Nakon toga neobičnog događaja je okupio biskupe i rekao sve o ukazanju, a onda im zapovjedio da, nakon njegove smrti, izaberu Demetrija za njegovog nasljednika na tronu patrijarha.

## Smrt i štovanje
Julijan je obnašao dužnost pape deset godina, a onda je otišao 17. ožujka (8. dana, mjeseca Paremhat, ili prema nekim izvorima 12. dana mjeseca Babu, prema koptskom kalendaru), 188. godine; u osmoj godini vladavine rimskog cara Komoda (180. – 192.).

Pokopan je u crkvi sv. Marka u Baukalisu, Aleksandrija s očevima koji su mu prethodili.

Štuje se u koptskoj pravoslavnoj Crkvi 17. ožujka (8. dana, mjeseca Paremhata prema koptskom kalendaru).

## Vanjske poveznice
- Odlazak sv. Julijana, 11. pape Aleksandrije
- Khaled Gamelyan - The Coptic Encyclopedia, opensource
- Meinardus, Otto F.A. 2002. Two Thousand Years of Coptic Christianity. American University in Cairo Press. ISBN 978-977-424-757-6

| Koptski pape Aleksandrije         | Koptski pape Aleksandrije       | Koptski pape Aleksandrije           |
| --------------------------------- | ------------------------------- | ----------------------------------- |
| prethodnik Agripin Aleksandrijski | Aleksandrijski pape 178. - 188. | nasljednik Dmitar I. Aleksandrijski |